# Aeschnosoma louissiriusi
Aeschnosoma louissiriusi là loài chuồn chuồn trong họ Corduliidae. Loài này được Fleck mô tả khoa học đầu tiên năm 2012.